# Daldinia brachysperma
Daldinia brachysperma är en svampart som beskrevs av F. San Martín, Y.M. Ju & J.D. Rogers 1997. Daldinia brachysperma ingår i släktet Daldinia och familjen kolkärnsvampar.   Inga underarter finns listade i Catalogue of Life.